# Teatr Nie Ma
Teatr Nie Ma – szczeciński teatr offowy.

## Historia
Teatr Nie Ma powstał we wrześniu 1999 roku w IX Liceum Ogólnokształcącym w Szczecinie z inicjatywy jednej z uczennic. Wkrótce do opieki nad teatrem została zaproszona reżyser Teatru Polskiego Tatiana Malinowska-Tyszkiewicz. W październiku 2000 r. miała miejsce pierwsza oficjalna premiera teatru. W roku 2002 teatr na stałe przeniósł się do Klubu 13 Muz. W roku 2003 po raz pierwszy odbyły się organizowane przez Teatr Nie Ma festiwale „Goło i Wesoło” (obecnie Festiwal teatrów niezależnych PRO-CONTRA) w Szczecinie oraz „Teatr w Stodole” w Nastazinie, a zespół po raz kolejny zmienił siedzibę (na Miejsca Sztuki OFFicyna).
Obecnie stałą siedzibą teatru jest Akademickie Centrum Kultury w Szczecinie, gościnnie pojawia się na scenach Teatru Krypta, Klubu „Kontrasty”, oraz w Willi Lentza.
Teatr wystawił do tej pory ok. 50 sztuk. Brał udział w ogólnopolskich i międzynarodowych festiwalach teatralnych w Andrychowie, Goleniowie, Gryfinie, Krakowie, Pułtusku, Stargardzie, Szczecinie, Tychach, Zakopanem i Zbąszyniu, a także w Berlinie, Lwowie, Moskwie, Pradze i Stralsundzie.

## Nagrody
- 2006 – I miejsce dla spektaklu „Latająca Świnia”, II Przegląd Krótkich Form Teatralnych w Szczecinie[2]
- 2006 – I nagroda dla spektaklu „Klucz”, Ogólnopolski Otwarty Festiwal Teatrów Amatorskich ODEON, Andrychów[3]
- 2008 – Grand Prix dla spektaklu „Nie macie państwo przeciągów?”, II Ogólnopolski Przegląd Teatrów Studenckich i Niszowych „Epizod”, Kraków[4]
- 2008 – wyróżnienie dla spektaklu „Nowe Betlejem”, Przegląd Teatrów Studenckich „Atena”, Pułtusk[4]
- 2010 – nagroda dla spektaklu „Kroki”, Ogólnopolski Festiwal Studenckich Teatrów, Toruń[4]